# Anyphaenoides katiae
Anyphaenoides katiae är en spindelart som beskrevs av Léon Baert 1995. Anyphaenoides katiae ingår i släktet Anyphaenoides och familjen spökspindlar. Inga underarter finns listade i Catalogue of Life.